# Британські Віргінські Острови на Чемпіонаті світу з водних видів спорту 2015
Британські Віргінські Острови взяли участь у Чемпіонаті світу з водних видів спорту, який пройшов у Казані (Росія) від 24 липня до 9 серпня.

## Плавання
Плавці Британських Віргінських Островів виконали кваліфікаційні нормативи в дисциплінах, які наведені нижче (не більш як 2 плавці на одну дисципліну за часом нормативу A, і не більш як 1 плавець на одну дисципліну за часом нормативу B):
Жінки
| Спортсменка  | Дисципліна           | Заплив  | Заплив | Півфінал         | Півфінал         | Фінал            | Фінал            |
| Спортсменка  | Дисципліна           | Час     | Місце  | Час              | Місце            | Час              | Місце            |
| ------------ | -------------------- | ------- | ------ | ---------------- | ---------------- | ---------------- | ---------------- |
| Амара Філліп | 50 м вільним стилем  | 28.35   | 76     | Завершила виступ | Завершила виступ | Завершила виступ | Завершила виступ |
| Амара Філліп | 100 м батерфляєм     | 1:08.60 | 61     | Завершила виступ | Завершила виступ | Завершила виступ | Завершила виступ |
| Еліна Філліп | 100 м вільним стилем | 1:00.79 | 72     | Завершила виступ | Завершила виступ | Завершила виступ | Завершила виступ |
| Еліна Філліп | 50 м батерфляєм      | 29.29   | 48     | Завершила виступ | Завершила виступ | Завершила виступ | Завершила виступ |